# 等瓣原理
等瓣原理（英語：Isolobal princple，或者可以称为等瓣相似原理）是一种有机金属化学合成的策略，用于将有机与无机分子分离成碎片结构，并推测碎片间“再键合”成有机金属化合物的性质。
罗德·霍夫曼把两个“数量、对称性、近似能量、形状及占据电子数相似的前线轨道”定义为“等瓣相似的”，它们未必是完全相同的，但十分相似。对于未知有机金属配合物，如果其两个碎片拥有相似的前线轨道，即最高占据分子轨道（HOMO）和最低未占据分子轨道（LUMO），便可以利用此原理推测目标分子的键合和反应性。等瓣相似关系以下图中的双向箭头符号来表示，箭头下带半瓣轨道。

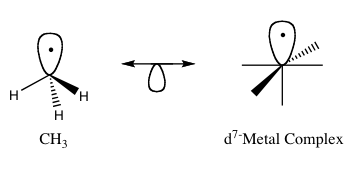
等瓣相似的基础示例

因为罗德·霍夫曼在等瓣近似原理上的贡献，他与福井谦一共同分享了1981年的诺贝尔化学奖。霍夫曼在诺贝尔奖演讲中强调，等瓣相似原理是一种有用但简单的模型，因此在某些情况下不能适用。

## 构建碎片
在将分子分解成等瓣碎片之前，其必须满足一些标准：当所有成键和非键分子轨道都被填满且所有反键分子轨道都为空时，包含主族元素的分子应满足八电子规则。例如，甲烷是一种可以用来构建分子碎片的简单有机物，通过把甲烷的一个氢原子“去除”来产生一个甲基自由基，该分子保留几何形状，其前线轨道指向失去氢原子的方向。以此类推，可以重复此过程直至只剩下一个键为止。

从甲烷构建前线轨道

简单的八面体配合物ML6的等瓣相似碎片可以以类似的方法构建，需要满足的标准为：包含过渡金属的配合物应满足18电子规则、净电荷为零、配体应提供一对电子（路易斯碱）。因此，起始分子的金属中心必须是d6组态，去除配体的过程与上文中去除甲烷中氢的过程相似，前线轨道指向去除配体的方向。切分金属与配体间的键后得到了ML5自由基配合物，为了保持分子的电中性，中心金属的一个价电子填入非键前线轨道，金属变为d7。例如，MoL6配合物的中心为d6，去除一个配体后形成的ML−
5自由基配合物获得了一个额外的电子。为了满足“净电荷为零”的标准，可以用Mn相似替换Mo，而MnL5是电中性的d7配合物，此过程可以重复至只余一个与金属相连的配体。

八面体配合物去除配体构建前线轨道的示例

### 四面体与八面体碎片的联系
四面体和八面体分子的等瓣相似碎片可能是相似关联的，凡具有相同数量前线轨道的结构是相似关联的。例如，去除了两个氢原子的甲烷碎片CH2和d8-ML4的八面体配合物碎片是等瓣相似的。

四面体和八面体等瓣相似关系。图中的d电子组态是错误的，正确的应为d^{8}-ML_{4}与d^{9}-ML_{3}

### 分子轨道理论
任何“饱和”的分子都可以作为构建等瓣相似碎片的起点，其中成键、非键轨道应被填满，反键轨道为空。随着等瓣相似碎片的构建，电子不断从键合轨道中被移除，前线轨道不断地被创建。前线轨道的能量高于成键和非键分子轨道，每个前线轨道中都包含一个电子。

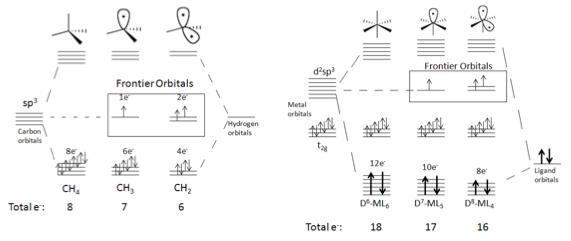
甲烷和ML_{6}型配合物的分子轨道图

如上图所示，当一个碎片从CH4被分离出来时，一条键合的sp3杂化轨道变为单电子占据的前线轨道。当碎片从d6-ML6金属配合物中分离出来时，d2sp3杂化轨道也会受到影响，不过其中一组非键简并轨道t2g并没有变化。

## 等瓣相似的拓展
除去简单的八面体配合物外，等瓣相似原理可以应用于多种配体、带电物质和非八面体的配合物。

### 等电子体
等瓣相似也可以用于含相同配位数的等电子碎片，允许人们对带电荷的物质进行推测。例如，Re(CO)5与CH3等瓣相似，可以拓展为[Ru(CO)5]+或是[Mo(CO)5]−同样是与CH3等瓣相似的。
同理，从两个等瓣相似碎片中增加或去除电荷得到的带电碎片同样是等瓣相似的，例如Re(CO)5与CH3是等瓣相似的，因此[Re(CO)5]+与CH+
3是等瓣相似的。

### 非八面体配合物
| 八面体 MLn  | 平面正方形 MLn−2 |
| ----------- | ---------------- |
| d6: Mo(CO)5 | d8: [PdCl3]−     |
| d8: Os(CO)4 | d10: Ni(PR3)2    |

一些其他等瓣相似构型的示例

该相似关系能应用于四面体和八面体外的其他构型，对于大多数几何结构，八面体的推演过程都适用。平面正方形配合物却是例外，譬如假设配体提供一对电子，平面正方形的金属中心为d8，要将其与中心金属为dx的八面体碎片MLn等瓣相似关联的话，应满足dx+2- MLn-2的公式。

## 备注
1. ↑  Isolobal analogy